# Klin-Gajówka
Klin-Gajówka [ˈklin ɡaˈjufka] est un village polonais de la gmina de Szudziałowo dans le powiat de Sokółka et dans la voïvodie de Podlachie.